# Metropolitano de Belo Horizonte
O Metrô de Belo Horizonte é um sistema de transporte público metroviário que atualmente atende os municípios de Belo Horizonte e Contagem, no estado de Minas Gerais. 
É operado pela Metrô BH, por meio de concessão pública outorgada pelo Governo do Estado de Minas Gerais. No âmbito do contrato de concessão, cuja vigência é de 30 anos, cabe à concessionária operar, manter e expandir a Linha 1 (atualmente em operação), além de implantar, operar e gerir a Linha 2. Cerca de 89 mil pessoas utilizam o Metrô de Belo Horizonte em dias úteis, sendo um dos sistemas metroferroviários brasileiros com maior movimento de passageiros.
A operação comercial foi iniciada em 1 de agosto de 1986, a partir de um projeto que previa a ligação, via trem suburbano, entre os municípios de Belo Horizonte, Contagem e Betim, ao longo de dois ramais, Betim ↔ Matadouro e Barreiro ↔ Calafate. Inicialmente, apenas o trecho Eldorado-Lagoinha foi implantado. Posteriormente, mais trechos foram entregues, porém fora do cronograma previsto. Somente em 2002, as atuais 19 estações do sistema foram concluídas e apenas em 2005 a operação entre Eldorado e Vilarinho passou a ocorrer em caráter pleno. As obras da Linha 2 chegaram a ser iniciadas em 1998, tendo sido paralisadas em 2004 e aguardam conclusão até a presente data. O trecho entre Eldorado-Betim, por sua vez, tem sido postergado desde o início da implantação do projeto.
O Metrô de Belo Horizonte é citado em planos diretores, projetos de mobilidade urbana e estudos acadêmicos em transportes e trânsito como a espinha dorsal do sistema de transporte público da região metropolitana. Entretanto, devido a não efetivação da expansão e modernização do sistema e de sua regionalização, órgãos gestores de transportes e trânsito no âmbito municipal na RMBH tem proposto e planejado alternativas modais e de infraestrutura no âmbito da mobilidade urbana metropolitana, como é o caso do MOVE em Belo Horizonte ou do Sistema Integrado de Mobilidade (SIM), em Contagem.

## Histórico

### 1950-1975: Antecedentes
A operação de transporte de passageiros sobre trilhos na RMBH remonta ao ano de 1957, quando fora implantada uma rede de trens de subúrbio entre a Estação Belo Horizonte (reduzindo posteriormente para a Estação Calafate) e a Estação Barreiro, na região homônima, originando a linha Barreiro - Calafate, criada em consequência da intensificação do adensamento urbano no município, somada a consolidação dos complexos industriais localizados na Cidade Industrial, em Contagem. Entre 1966 e 1996, estabeleceu-se a operação de uma rede de trens suburbanos ao longo de Belo Horizonte e municípios adjacentes. O serviço de subúrbio possuía 21 estações, tendo chegado a prestar serviço através de outras 4 ligações: Belo Horizonte - Rio Acima, Sabará - Caeté, Betim - Matadouro e Matadouro - Pedro Leopoldo.
A estrutura do sistema apresentava, em sua maioria, plataformas curtas, de pequena largura e sem cobertura. Uma vez que não foram projetadas especialmente para serviços de subúrbio, possibilitavam um atendimento precário, com instalações pouco funcionais e sem condições de controle de acesso dos passageiros. Além disso, os trens circulavam em via compartilhada com os serviços de transporte de carga, o que impedia uma velocidade operacional adequada, além da pontualidade e frequência dos ramais. Como tal consequência, e diante da ascensão do modal rodoviário na matriz de mobilidade urbana, os sistemas suburbanos apresentaram decréscimo e decadência na prestação de seus serviços, tendo a então RFFSA, operadora do sistema a época, reduzido investimentos na rede e acumulando déficits operacionais.

### 1975-1977: Concepção do projeto
Em 1977 o prefeito de Belo Horizonte Luiz Verano apresentou um projeto de metrô para o Ministro dos Transportes Dirceu Nogueira. O projeto estava orçado inicialmente em 300 milhões de dólares. O ministro determinou ao GEIPOT, órgão de planejamento do Ministério dos Transportes, que elaborasse um projeto para a Região Metropolitana de Belo Horizonte que equacionasse o estrangulamento da capacidade de transporte de cargas ferroviárias que ocorria na região, eliminasse as passagens de nível no meio urbano cortado pela via férrea, e melhorasse o transporte ferroviário de passageiros.
Na RMBH encontra-se um dos entroncamentos ferroviários mais importantes, interligando, sem alternativa, o norte ao sul e o leste ao oeste do Brasil. Por ter que compartilhar uma linha singela os transportes ferroviários de carga e passageiros, as vias deste entroncamento apresentavam uma capacidade limitada de transporte, inferior às demandas existentes. Em face de tais problemas, o GEIPOT desenvolveu um projeto que buscava uma solução conjunta para carga e passageiros, duplicando e segregando as linhas e descartando a ideia anterior, que era a construção de um anel ferroviário contornando a RMBH, de custo de implantação inviável. O sistema de transporte urbano de passageiros sobre trilhos foi projetado na mesma diretriz do leito ferroviário já existente, reduzindo-se assim, o custo de implantação e equacionando o problema da travessia ferroviária da RMBH. A carga foi mantida em seu leito original, mas com linha exclusiva e retificação de alguns trechos.
O projeto foi desenvolvido com os seguintes objetivos básicos: Implantar um sistema de transporte urbano sobre trilhos com características metroviárias que atendesse à população da área de influência direta e indireta das linhas já existentes da RFFSA; melhorar as condições operacionais das linhas de carga que cortam a Região Metropolitana, eliminando as passagens de nível e ampliando a capacidade de transporte de 5 milhões de toneladas/ano para 30 milhões na primeira fase e para 60 milhões de toneladas/ano com a duplicação da linha; racionalizar e modernizar o sistema de transporte urbano da RMBH, proporcionando maior fluidez ao tráfego rodoviário, a reconstituição da malha viária seccionada em nível pelas vias férreas, economia de combustíveis e redução dos índices de poluição sonora e atmosférica.
O projeto original previa, inicialmente, uma ligação entre Betim, a oeste, e Matadouro, a nordeste de Belo Horizonte, com um ramal para o Barreiro, a sudoeste, totalizando 57,5 km de plataforma ferroviária em faixa totalmente vedada, transposições inferiores e superiores para veículos e pedestres. Foram previstas 22 estações, 25 trens-unidade elétricos, oficinas, pátios, terminais de integração intermodal, instalações de apoio, além dos sistemas de energia, supervisão, controle e telecomunicações.

### 1978-1980: Financiamento

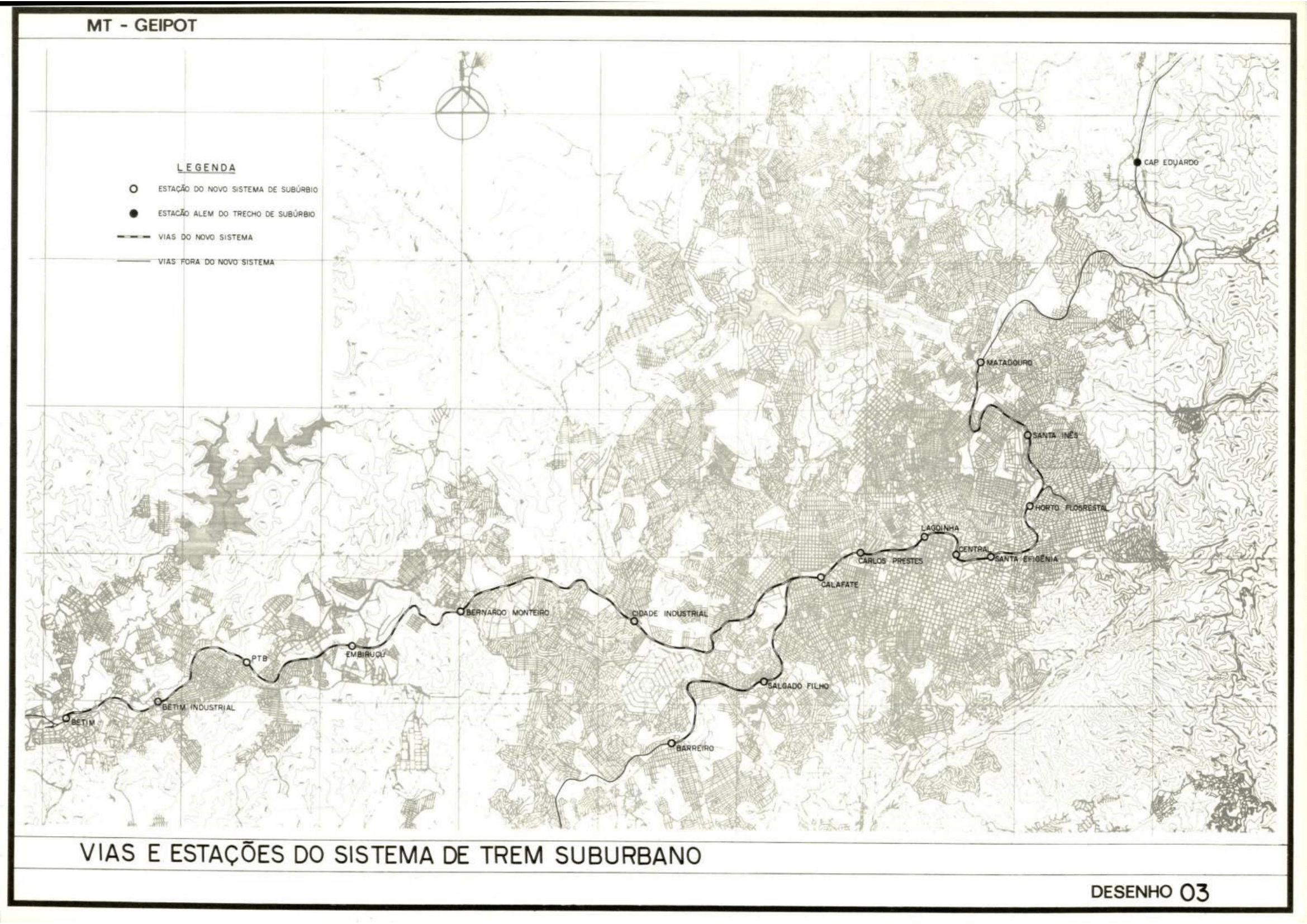
Rede base de implantação do Metrô de Belo Horizonte em 1980.

Enquanto o projeto era elaborado, o Ministério dos Transportes procurava um financiamento externo para o projeto. Foram realizados encontros infrutíferos com o Banco Interamericano de Desenvolvimento (BID) no final de 1977. Os primeiros contatos com órgãos do governo franceses foram realizados pelo Ministério dos Transportes em agosto de 1978. Um empréstimo com bancos britânicos de 180 milhões de dólares chegou a ser levantado em Londres pela Empresa Brasileira de Transportes Urbanos (EBTU) em agosto de 1980, porém foi bloqueado pelo Banco Central do Brasil por conta do aumento das taxas de risco (spread).
Após a tentativa malsucedida de empréstimo com bancos britânicos, o Ministério dos Transportes retomou as negociações com bancos franceses. Em 17 de julho de 1981 o ministro Eliseu Resende assinou um acordo com um consórcio de bancos franceses (Crédit Lyonnais, Banco Nacional de Paris, Banque Française du Commerce Extérieur e Union Européenne des Banques) para o financiamento de 220 milhões de dólares ao projeto do Metrô de Belo Horizonte. O projeto tinha um custo total de 400 milhões de dólares, com o Ministério dos Transportes fornecendo 180 milhões de dólares em recursos próprios. A assinatura do financiamento com os bancos franceses obrigou o Ministério dos Transportes a adquirir 100 milhões de dólares em equipamentos franceses para o projeto (trens, sinalização, equipamentos elétricos e de bilhetagem, etc), embora o ministro Rezende tenha garantido que as empresas francesas e brasileiras se associariam para garantir um índice de nacionalização de 75% dos equipamentos. O empréstimo tinha prazo de carência máximo de dez anos a juros de 2,5% ao ano e amortização prevista para vinte e cinco anos.

### 1981-2005: Implantação

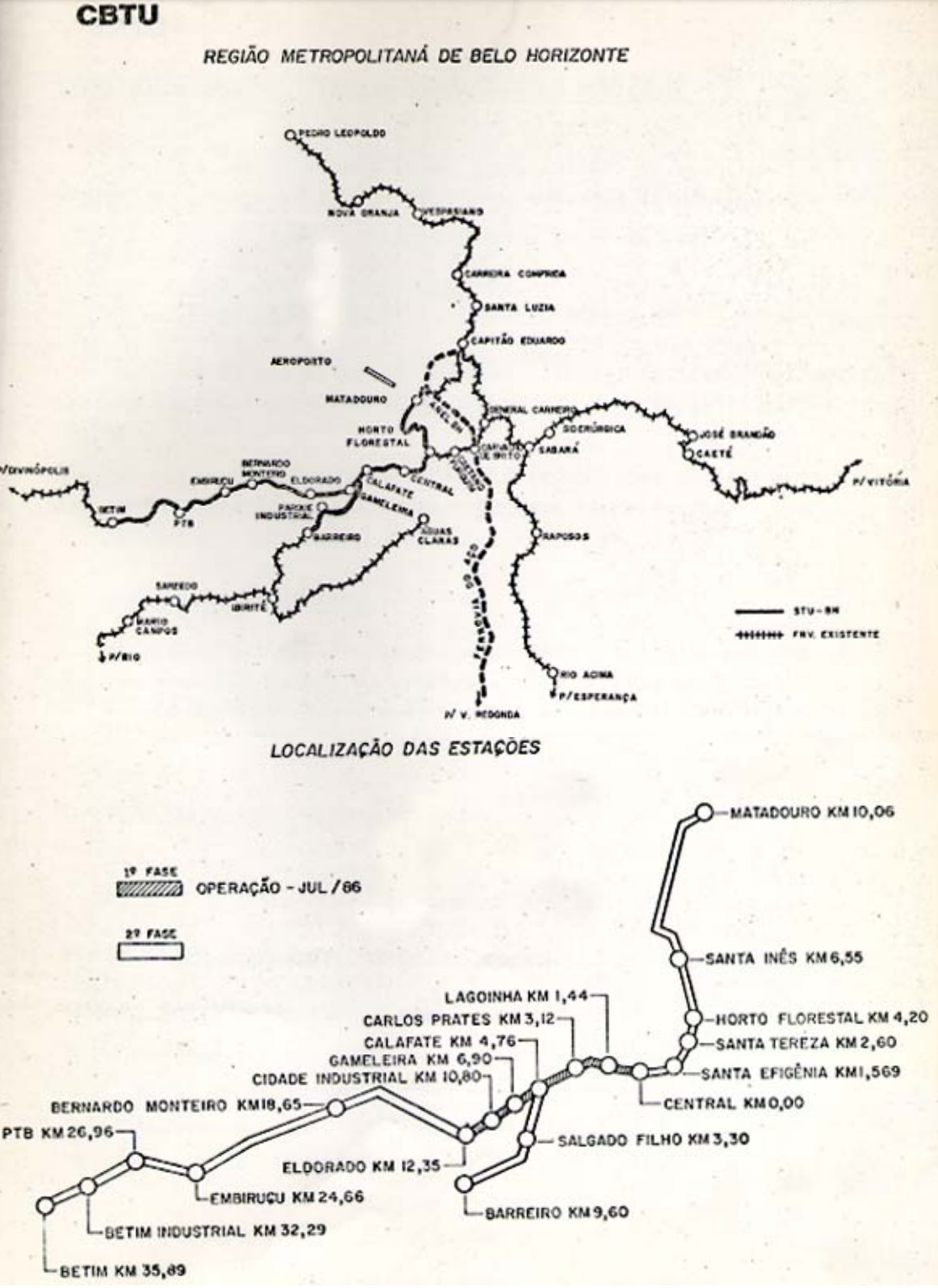
Mapa do projeto do Metrô de Belo Horizonte em 1985, junto com a rede de linhas do trem suburbano.

As obras foram iniciadas em junho de 1981, com um cronograma para a conclusão em 1986, do trecho definido como prioritário de 33,8 km, compreendendo os percursos entre Eldorado e Matadouro, com 23,3 km de linha dupla e o ramal Barreiro-Calafate com 10,5 km. Os recursos para implantação do Metrô deveriam vir do Programa de Mobilização Energética (PME) e financiamento do governo da França para aquisições de equipamentos para os sistemas de sinalização, telecomunicação, energia e parte do material rodante, com uma contrapartida do Governo Federal, para execução de obras civis, infraestrutura, superestrutura, desapropriações e montagem dos trens.
A parcela dos recursos franceses foi recebida dentro do cronograma previsto. Não obstante, devido ao encerramento do PME e da falta de definição de novas fontes de investimentos, os recursos do Governo Federal cessaram e os cronogramas de obras foram sucessivamente rolados até 1987, quando as frentes de serviço foram praticamente desmobilizadas, tendo sido possível a operação parcial do trecho Eldorado-Central, com 12,5 km de extensão, sete estações e uma frota de apenas cinco trens. Diversas obras complementares de tratamento dos entornos das estações ficaram por fazer, dificultando o acesso de pedestres ao sistema e a integração com o sistema de ônibus.

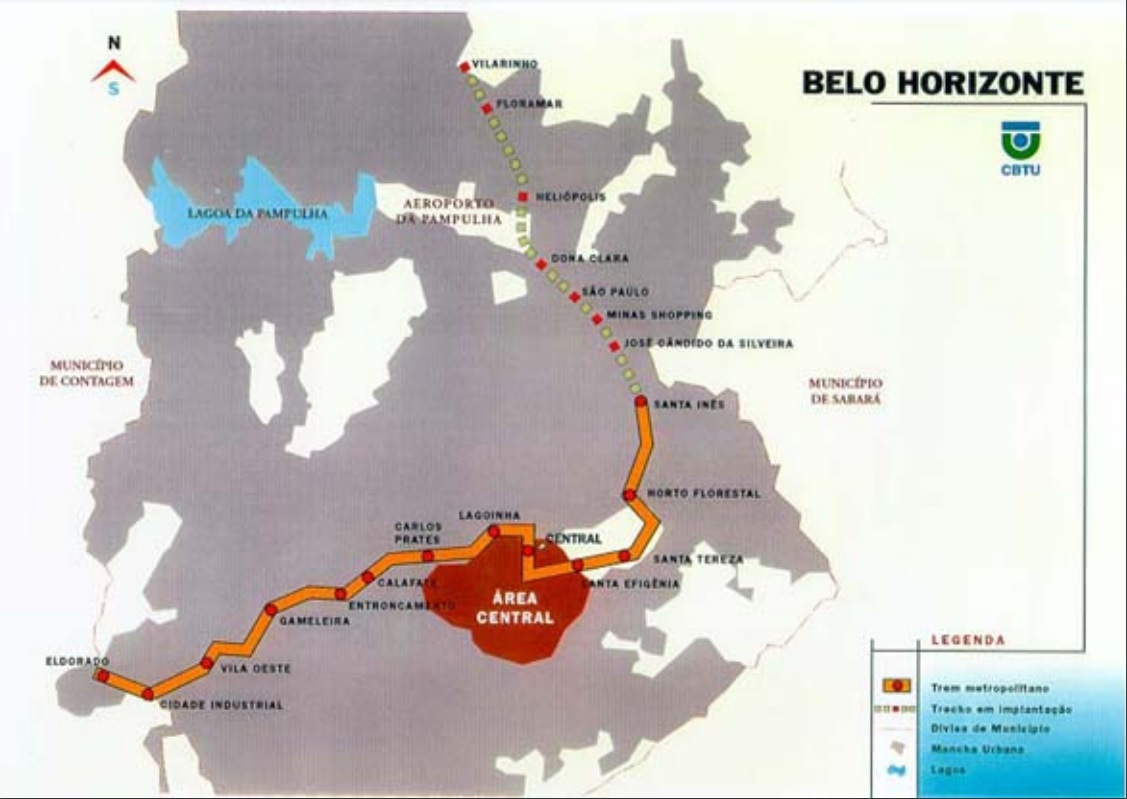
Mapa do Metrô de Belo Horizonte em 1995.

Somente a partir de 1991, mediante um apoio suprapartidário no Congresso Nacional, foi possível alocar recursos no orçamento da União e retomar as obras de implantação do sistema, além da montagem dos 20 trens restantes, cujos trabalhos haviam sido paralisados em 1986. Com a demora na implantação e o adensamento do vetor norte da região metropolitana, foram modificados os objetivos e projetos inicialmente previstos, adequando-os a uma nova realidade. Foi postergada a implantação dos trechos Eldorado-Betim e Calafate-Barreiro. Além disso, deu-se prioridade a conclusão do trecho Central-São Paulo e à extensão do Metrô para a zona norte, em direção à região de Venda Nova, tendo em vista o crescimento das características de deslocamento e do adensamento urbano do vetor. A infraestrutura das estações, a partir de tal planejamento, não seguem mais o padrão arquitetônico definido pelo GEIPOT. As novas estações são mais leves, de menor custo e, sempre que possível, os elevadores estão sendo substituídos por rampas. Também fora detectada a necessidade de se dar um tratamento especial aos acessos de pedestres e integração com o sistema ônibus, sem os quais fica inviabilizada a plena utilização do Metrô. As novas passarelas de pedestres passaram a possuir laterais com grades, eliminando o padrão GEIPOT com o guarda-corpo estrutural todo fechado, são mais leves, com rampas mais suaves e proporcionam maior conforto e segurança aos usuários. Também foram previstas mais quatro estações no trecho Eldorado-São Paulo, sendo duas entre Eldorado e Central (Vila Oeste e Rodoviária) e outras duas entre Horto e São Paulo (José Cândido da Silveira e Minas Shopping). A inclusão destas novas estações se deve à reformulação do projeto de implantação, revitalizando a operação e planejamento do sistema com características metroviárias, além de ampliar o atendimento a área de influência da rede.

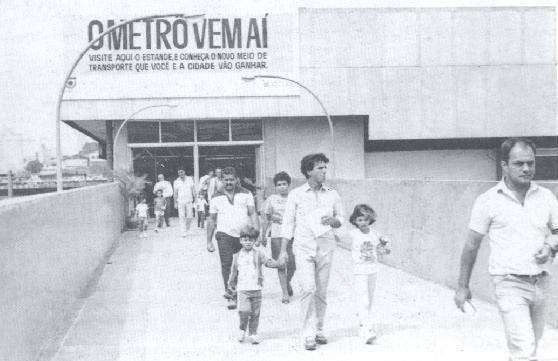
Estação Lagoinha em funcionamento logo após a sua inauguração juntamente com o metrô em 1986.

As obras de extensão até Vilarinho foram iniciadas em 1996, com a implantação de 6,6 km e cinco novas estações: Em 1997, fora concluído o trecho Central-São Paulo, com a entrega das estações José Cândido da Silveira e Minas Shopping, concluindo assim os dois trechos prioritários do plano original (Eldorado-Central e Central-São Paulo). No ano seguinte também fora iniciada a implantação da Linha 2, graças a garantia de recursos vindos de financiamentos aportados pelo Banco Mundial, que também deram suporte a elaboração do Plano Diretor de Transportes sobre Trilhos da RMBH (PDTT), desenvolvido em um cenário de 20 anos.
Em 2002, fora concluída a extensão até Venda Nova, com a entrega de cinco novas estações: São Gabriel, Primeiro de Maio, Waldomiro Lobo, Floramar e Vilarinho. O trecho iniciou operações experimentais, tendo sido entregue em caráter comercial no ano de 2005. As obras da Linha 2, por sua vez, foram paralisadas em 2004, devido ao contingenciamento orçamentário e suspensão dos projetos funcionais de ampliação do sistema. Desde então o trecho não teve obras retomadas.

### 2022-presente: Regionalização do sistema e concessão
Em 2019, o Governo Federal, atráves do Conselho do Programa de Parcerias e Investimentos (CPPI), incluiu a Companhia Brasileira de Trens Urbanos e a Trensurb, empresa operadora do sistema metroviário de Porto Alegre, no Prograna Nacional de Desestatização (PND), como forma de viabilizar o processo de concessão e/ou privatização dos sistemas de transporte operados pelas mesmas. Os estudos para repasse e concessão dos sistemas sob responsabilidade da CBTU e Trensurb foram autorizados em novembro do mesmo ano, através de resolução presidencial. Os estudos foram delegados ao BNDES, com previsão de entrega em 2021. O sistema de Belo Horizonte seria o primeiro a ser concedido, pois estava com o processo mais adiantado. Os demais seriam concedidos em seguida.
Em Junho de 2020, o Ministério da Infraestrutura sinalizou um recurso avaliado em 1,2 bilhão de reais para financiamento da Linha 2 do Metrô de Belo Horizonte. A verba teria origem em uma indenização, por parte da Ferrovia Centro-Atlântica S.A., oriunda de descumprimento de cláusulas previstas no contrato de concessão realizado com a companhia, que hoje opera parte da malha antes operada pela RFFSA, sendo paga em parcelas e com montante repassado ao BNDES, para modelagem de concessão já prevista pelo PPI. A inclusão da Linha 2 no PPI foi oficializada em 20 de outubro, através de decreto do presidente Jair Bolsonaro.

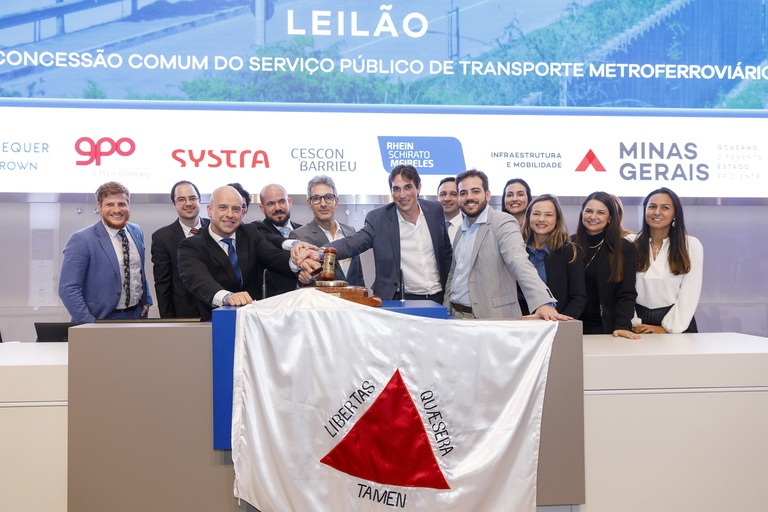
Leilão de concessão do Metrô de BH realizado na B3, em São Paulo.

Em 22 de dezembro de 2022, o metrô de Belo Horizonte foi concedido a iniciativa privada, por meio de leilão realizado na Bolsa de Valores de São Paulo. A concessão consistiu em uma das etapas do processo de desestatização e regionalização do sistema, iniciadas pelo governo federal em 2019, por meio do Programa de Parcerias e Investimentos (PPI). O Grupo Comporte, atuante nos setores de transporte rodoviário de carga e de passageiros, foi o vencedor do processo de leilão, em arremate único, de cerca de R$ 25,7 milhões. O consórcio será responsável pelas atribuições previstas no edital elaborado pelo BNDES, que incluem a operação, gestão e manutenção da rede metroferroviária por 30 anos, além das intervenções de revitalização e expansão da atual Linha 1 e a construção da Linha 2, atualmente paralisadas, com o aporte de R$ 3,8 bilhões, provenientes de recursos do governo federal de multas pecuniárias pagas pelas transportadoras ferroviárias de cargas VLI e Ferrovia Centro Atlântica em função do abandono de trechos ferroviários concedidos e que foram devolvidos, e do governo de Minas Gerais de indenização advinda do acordo judicial junto a Vale S.A. devido aos danos socioambientais ocorridos no rompimento de barragem de fundão em Brumadinho em 2019, além de aporte financeiro da própria empresa ao longo do período de concessão.
A transferência do sistema para o consórcio vencedor foi realizada no dia 23 de março de 2023. 

## Sistema

### Evolução da marca
|             |             |             |             |       |
| 1986 a 1991 | 1991 a 1998 | 1998 a 2005 | 2005 a 2022 | Atual |

### Características operacionais atuais

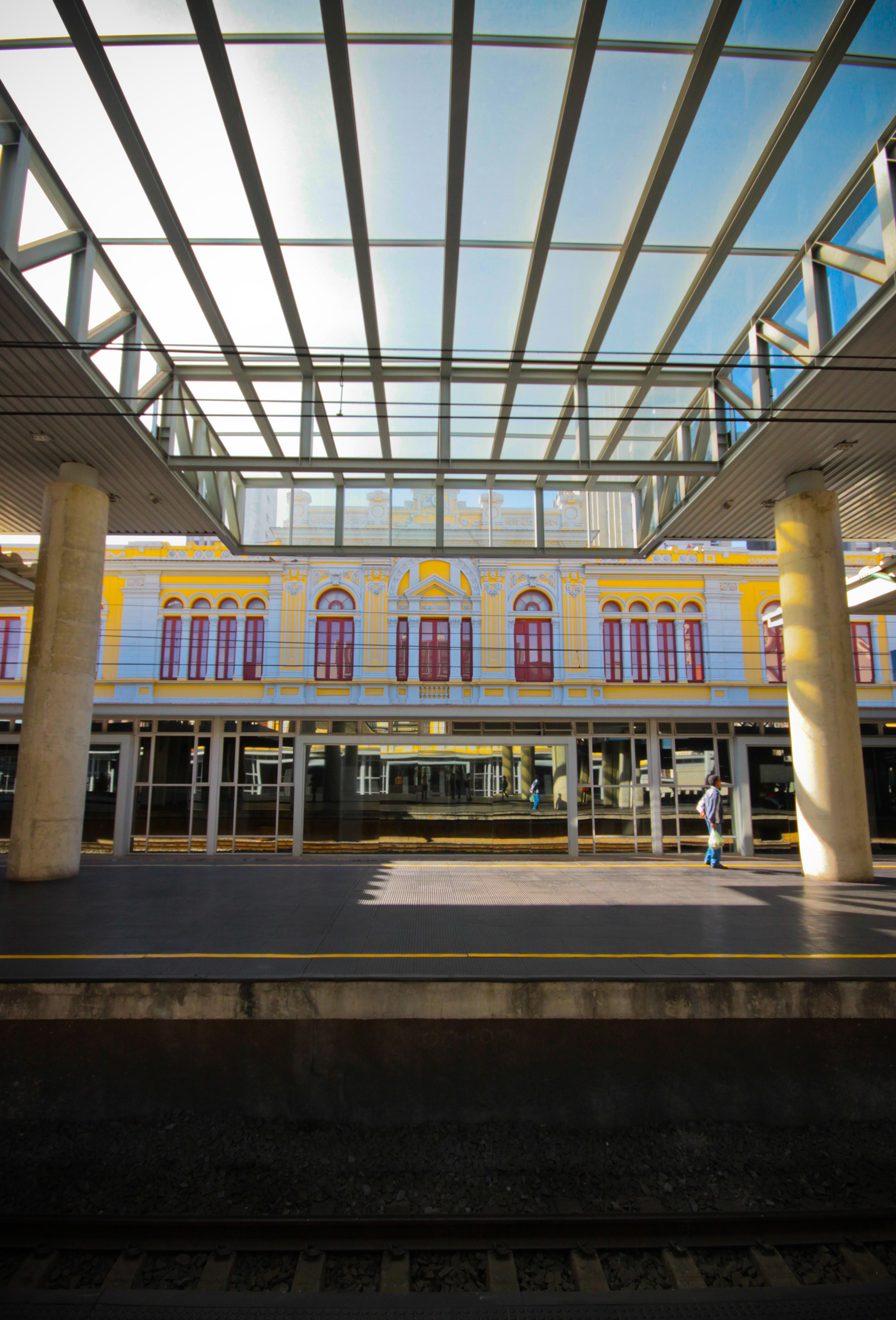
Plataforma da Estação Central.

O sistema atualmente é composto pela Linha 1, que realiza a interligação entre as estações Eldorado, no bairro homônimo, município de Contagem) e a Estação Vilarinho, na regional Venda Nova, em Belo Horizonte. Estende-se por 28,1 km de extensão, contando com 19 estações em funcionamento e operando a uma velocidade comercial de 40 km/h e a uma velocidade máxima de 80 km/h. A operação comercial é diária, entre 5h15 e 23h. O intervalo médio entre trens é de 7 minutos, em horários de pico, durante os dias úteis, e 15 minutos nos demais horários da operação comercial. Aos sábados, domingos e feriados, o intervalo praticado é de 15 minutos, durante toda a operação.
Em 2014, fora apresentado um projeto de lei, por parte da Câmara Municipal de Belo Horizonte, que estenderia o horário de funcionamento do metrô até meia-noite. A proposta foi aprovada, mesmo após o veto do prefeito Alexandre Kalil, tendo alegado inconstitucionalidade, uma vez que o município não poderia legislar sobre matéria de transporte intermunicipal. Além disso, a CBTU argumentava que a extensão de horário elevaria as despesas e comprometeria a segurança da manutenção viária. Não obstante, em caráter experimental, a companhia realizou, durante um período de 30 dias, a extensão do horário com a finalidade de obter resultados sobre a viabilidade da operação até meia-noite, como segurança, demanda de usuários, manutenção da via, dentre outros, no entanto, em função do baixo uso do sistema, a operação estendida foi descontinuada em outubro do mesmo ano.
| Linha | Terminais            | Inauguração          | Comprimento (km) | Estações                | Frota (TUEs/Carros) | headway mínimo (segundos) | Velocidade comercial (km/h) | Velocidade Máxima Operacional (km/h) | Duração da viagem (minutos) |
| ----- | -------------------- | -------------------- | ---------------- | ----------------------- | ------------------- | ------------------------- | --------------------------- | ------------------------------------ | --------------------------- |
| 1     | Eldorado ↔ Vilarinho | 1º de agosto de 1986 | 28,1             | 19 (+ 2 em implantação) | 35/140              | 420                       | 40 Km/h                     | 80 Km/h                              | 45                          |

### Tarifa e integrações

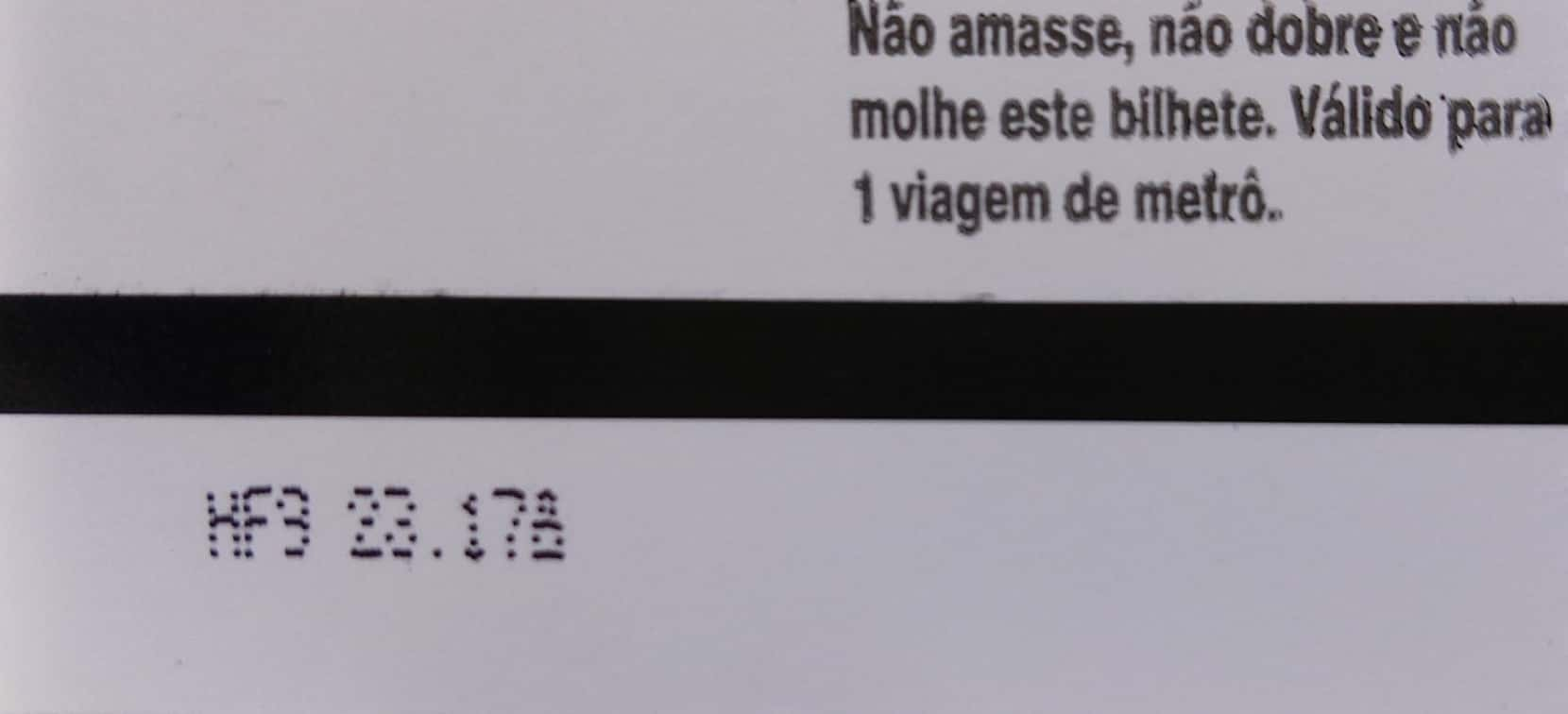
Face de um bilhete Edmonson anteriormente vigente no Metrô de Belo Horizonte.

A tarifa praticada atualmente pelo Metrô é de R$ 5,50, vigente desde julho de 2024 O valor atual representou um reajuste de 277% em relação a tarifa praticada pelo sistema entre 2006 e 2019, de R$ 1,80.
Os bilhetes comercializados anteriormente nas estações eram fabricados pela empresa argentina Magtik e eram do tipo Edmonson. Em uma das faces, é impressa uma imagem com a descrição do tipo de bilhete, podendo o mesmo tipo ter artes diferentes dependendo da versão comemorativa. A face de leitura é composta por uma tarja preta, que armazena informações sobre a passagem. Ao inserir o bilhete, o equipamento de validação confere a quantidade de passagens restantes, e efetua a devolução para o usuário (em caso passes múltiplos), ou faz o recolhimento, depositando o ticket em um cofre.
O metrô atualmente possui integração tarifária com as redes de transporte coletivo por ônibus dos municípios de Belo Horizonte, gerenciada pela BHTRANS e Contagem, gerida pela Transcon, além da rede de transporte metropolitana, sob responsabilidade da Secretaria de Infraestrutura e Mobilidade (SEINFRA). A validação do benefício é realizada através dos sistemas de bilhetagem eletrônica operantes nos respectivos sistemas - Cartão BHBUS, quando das linhas municipais de Belo Horizonte e Cartão Ótimo, para as linhas de Contagem e metropolitanas. A integração entre o Metrô e as linhas operantes tem o mesmo prazo de duração do sistema de integração vigente nas redes de ônibus citadas, de cerca de 150 minutos.
Bilhetagem digital

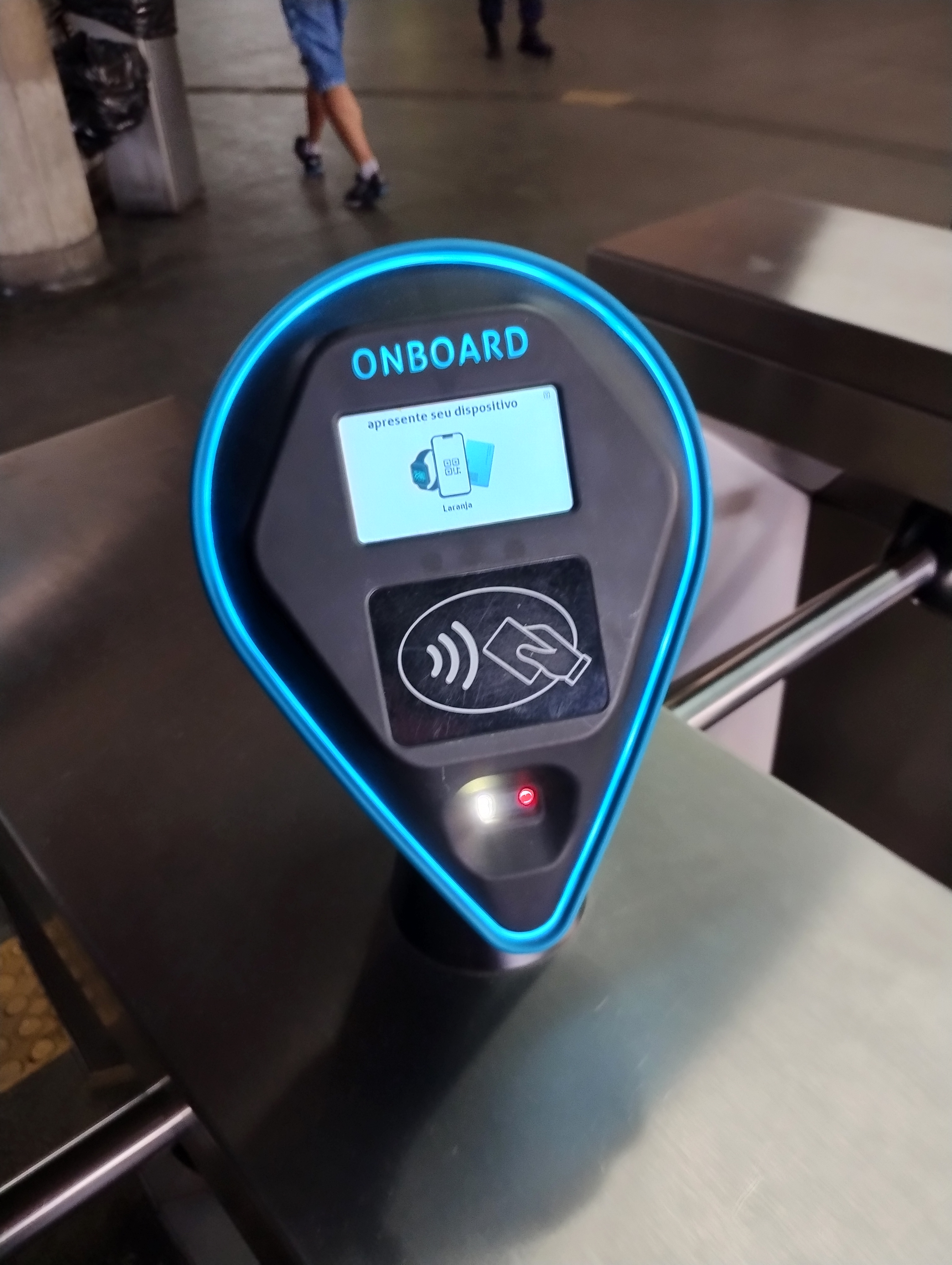
Validador do novo sistema de bilhetagem digital

No mês de setembro de 2023, o metrô começou o processo gradual de substituição dos tradicionais bilhetes de papel com tarja magnética por um novo sistema de bilhetagem que permite pagamentos 100% de forma eletrônica, com uso de QR Code e pagamentos por cartões de crédito e débito por aproximação, além de PIX e NFC.
Com o novo sistema, fornecido pela empresa ONBOARD, as passagens podem ser pagas por meio de um aplicativo chamado Bipay - Bilhete Digital e pela aproximação direta de cartões de crédito, débito e dispositivos como celulares, tablets e smartwatches com carteira digital cadastrada, diretamente nos novos validadores instalados nos bloqueios das estações.

### Frota
Atualmente, o sistema conta com uma frota de 35 TUEs, de 4 carros cada, sendo 25 deles denominados série 900 e fabricados por um consórcio franco-brasileiro-canadense entre 1984 e 2001, com capacidade total para 1026 passageiros. Os demais 10 trens, denominados série 1000 foram fabricados pela espanhola Construcciones y Auxiliar de Ferrocarriles (CAF), com pequena participação da francesa Alstom, entre 2012 e 2015 e tem capacidade total de 1320 passageiros. A bitola da rede é de 1600 mm e a alimentação dos trens é feita por catenária, a uma tensão de 3000 V DC.
Em junho de 2024, foi assinado um contrato com a fabricante chinesa CRRC Changchun Railway Vehicles Co. & Ltd. para o fornecimento de 24 novas composições para substituição integral da frota de trens da série 900 a partir de 2026.
| Frota atual  |             |       |        |                                              | |                         |             |
| Denominação  | Denominação | Frota | Carros | Consórcio fabricante                         | Empresa(s) participante(s) | País(es) de origem      | Período     |
|              | Série 900   | 25    | 4      | Consórcio Construtor de Trens Unidade (CCTU) | Francorail, Cobrasma, MTE, Brown Boveri, Traction Cem Oerlikon e Jeumont Schneider (Fase 1) Alstom/ADTranz/Bombardier (Fase 2) | França, Canadá e Brasil | 1984 a 2001 |
|              | Série 1000  | 10    | 4      | CAF/Alstom                                   | Construcciones y Auxiliar de Ferrocarriles Alstom                                                                              | Espanha e França        | 2012 a 2015 |
| Frota futura |             |       |        |                                              | |                         |             |
| Denominação  | Denominação | Frota | Carros | Consórcio fabricante                         | Empresa(s) participante(s) | País(es) de origem      | Período     |
|              | Série -     | 24    | 4      | CRRC Corporation Limited                     | CRRC Changchun Railway Vehicles                                                                                                | China                   | 2026        |

## Expansão
A expansão da rede metroferroviária de Belo Horizonte tem sido objeto de estudos, projetos e programas de investimento ao longo das últimas décadas, tanto por parte da CBTU, operadora do sistema, como do governo do estado de Minas Gerais e das prefeituras de Belo Horizonte e Contagem.

### Plano Diretor de Transporte sobre Trilhos

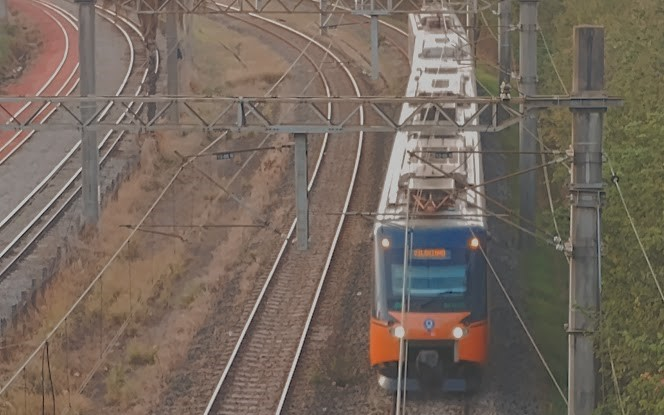
Trem da frota 1000

O Plano Diretor de Transporte sobre Trilhos da Região Metropolitana de Belo Horizonte (PDTT) foi encomendado pela CBTU, em parceria de investimento com o Banco Mundial, em 1999. O projeto tratou de elaborar um estudo de cenários e viabilidades técnicas para a expansão da rede metroviária metropolitana, considerando os altos carregamentos existentes em corredores estruturais de circulação na RMBH, além de superação do projeto original, ainda em implantação pela companhia. Através do PDTT foram realizadas análises de diversos cenários de ampliação do sistema, que culminaram na proposição, por parte do documento final, de uma nova proposta de expansão para a rede. Na proposta apresentada, a Linha 1 receberia extensões até os municípios de Betim (retomando, dessa forma, o abandonado trecho Eldorado-Betim do projeto original) e Ribeirão das Neves. A Linha 2, cujas obras de implementação haviam sido retomadas em 1998, estender-se-ia ao longo dos trilhos da Linha 1 até a Estação Santa Tereza, criando assim uma operação compartilhada em "Y" entre Calafate e Santa Tereza, com o devido controle operacional e de circulação dos trens. Por fim, um novo ramal seria implantado, a Linha 3, entre a Pampulha e a Savassi, subterrânea sob o leito das avenidas Antônio Carlos, Afonso Pena e Cristóvão Colombo. A expansão em tais condições elevaria o transporte de passageiros para até 40 mil passageiros/hora, na Linha 1, além de um cenário de 1,2 milhão de usuários/dia, nas projeções até 
2019.

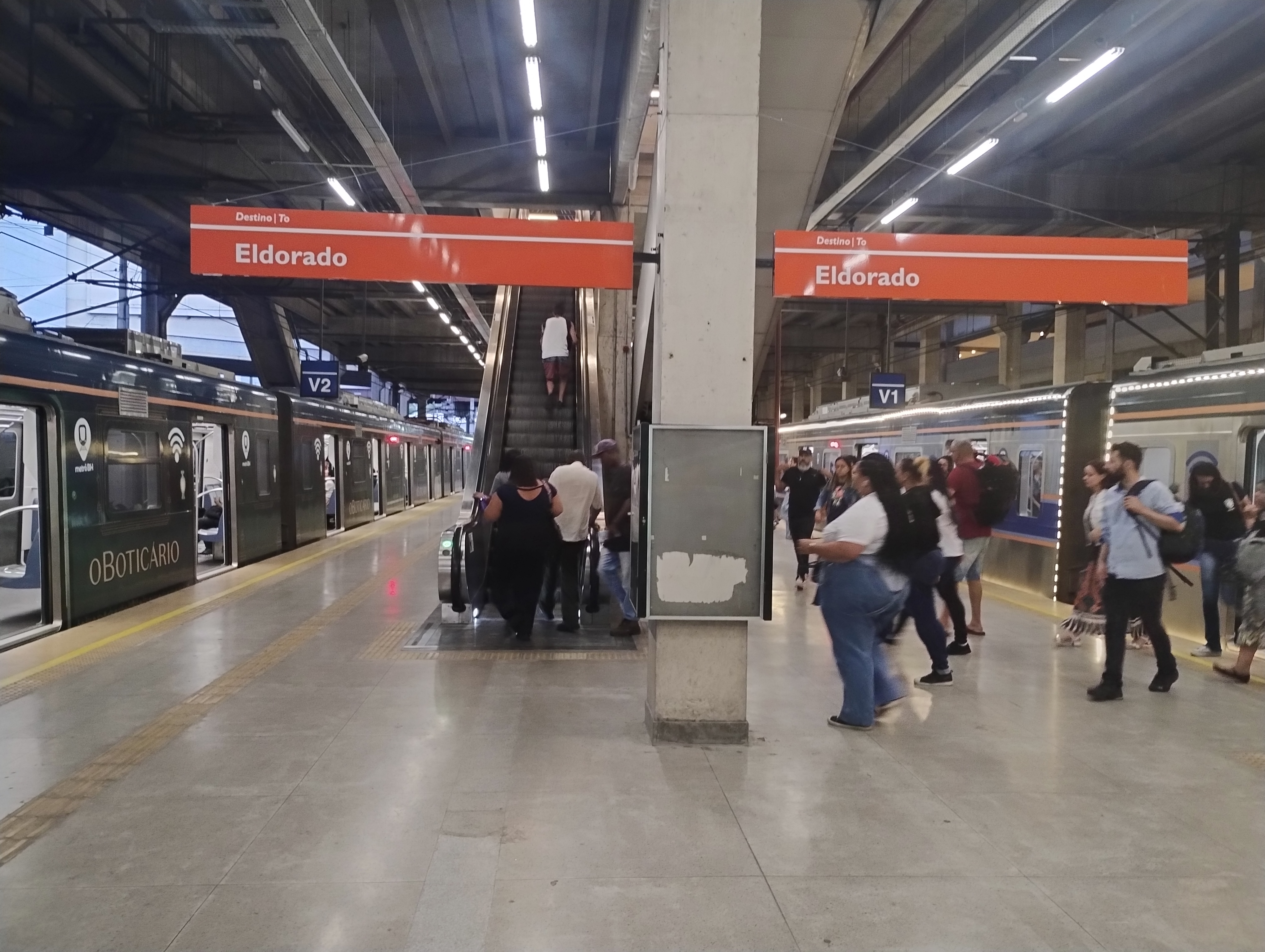
Estação Vilarinho

Em 2000, a STU/BH realizou um estudo de demanda para analisar a viabilidade da Linha 2 entre o Barreiro e a área hospitalar do bairro Santa Efigênia, em consonância com o projeto do PDTT. A proposta apresentada pela superintendência considera a extensão do ramal por via subterrânea, com a inserção do mesmo na área central de Belo Horizonte, sem, com isso, degradar e/ou competir com a Linha 1. A modelagem de cenários resultou em uma readequação da proposta do PDTT para a Linha 2, onde a mesma passa a adentrar subterrânea sob o leito das Avenida Amazonas, Afonso Pena, Carandaí e Brasil, até reemergir a superfície em Santa Tereza. Os trechos Eldorado-Betim e Vilarinho-Justinópolis não foram incluídos na proposta final.
Definiu-se, dessa forma, uma expansão da rede metroferroviária através de três eixos fundamentais, sendo a Linha 1, entre Eldorado e Vilarinho, totalmente revitalizada, com o aumento de sua capacidade operacional, através do reforço de integração com os sistemas por ônibus de Belo Horizonte, Contagem e metropolitano; a Linha 2, dividida em duas fases, sendo a primeira, em superfície, do Barreiro até a estação Nova Rodoviária, onde entroncaria-se com a Linha 1, e em sua segunda fase, subterrânea até a área central de Belo Horizonte, tendo como terminal a estação Santa Tereza; e por fim a Linha 3, totalmente subterrânea, entre a Pampulha e a Savassi, seguindo o leito das avenida Antônio Carlos e Afonso Pena. Os projetos básico e de engenharia para as linhas 2 e 3 foram contratados pela CBTU em 2004. Não obstante, foram paralisados devido ao contingenciamento orçamentário realizado pelo governo federal. Em 2009, houve a alocação de recursos oriundos de crédito suplementar para retomada dos projetos, o que não ocorreu.
| Linha | Traçado                 | Comprimento (km) | Estações | Situação |
| ----- | ----------------------- | ---------------- | -------- | --- |
| 1     | Eldorado ↔ Vilarinho    | 28,1             | 20       | Em operação |
| 2     | Barreiro ↔ Santa Tereza | 19,5             | 15       | Trecho Barreiro ↔ Calafate iniciado em 1998, porém paralisado em 2004 por contigenciamento de recursos. Trecho Calafate ↔ Santa Tereza com projetos básico e de engenharia contratados em 2004, porém nunca concluídos. Apenas o trecho Barreiro ↔ Nova Suíça é previsto na atual concessão do sistema. |
| 3     | Pampulha ↔ Savassi      | 12,5             | 13       | Projetos básico e de engenharia contratados em 2004, porém nunca concluídos. Projeto não previsto na atual concessão do sistema. |

### Expansão proposta pelo Governo de Minas Gerais

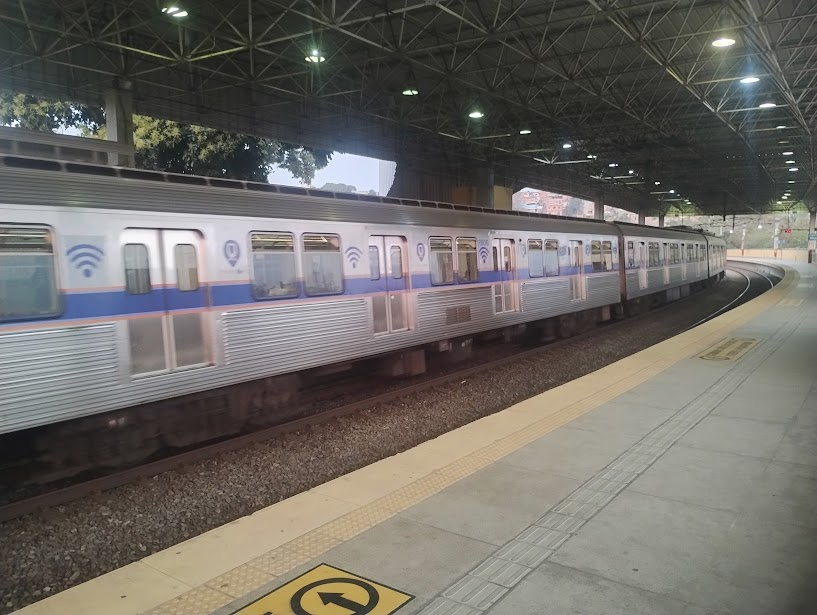
Trem Série 900 em Primeiro de Maio.

A lei nº 8.693, de agosto de 1993, definiu as diretrizes para descentralização dos serviços de transporte sobre trilhos de passageiros para as esferas estadual e municipal. Consequente a isso, a CBTU reforçou seu processo de descentralização dos sistemas de transporte sobre trilhos em sua responsabilidade, trâmite esse que já havia sido concluído nos sistemas de trens urbanos de Rio de Janeiro e São Paulo. Em 1995, houve a assinatura de um convênio entre CBTU, Governo de Minas e Prefeitura de Belo Horizonte. Tal convênio permitiu a realização dos projetos de expansão da atual Linha 1 até o vetor norte, do PDTT e de estudos para a concessão do sistema, quando da conclusão das obras previstas.
Nesse acordo, o Governo do Minas e a Prefeitura de Belo Horizonte se comprometeram a criar uma empresa para a qual seriam transferidos o patrimônio e a operação do sistema de trens urbanos de Belo Horizonte. Em 1997, foi aprovada a Lei Estadual nº 12.590, autorizando o Governo do Estado a criar a referida empresa, que receberia o nome de Trem Metropolitano de Belo Horizonte S.A. (Metrominas), cuja função seria gerir o transporte ferroviário intermunicipal no âmbito metropolitano, tomado como função pública de interesse comum pelo artigo 43 da Constituição do Estado de Minas Gerais. Na composição acionária da Metrominas, o Estado de MG deteve 55% das ações; o município de Belo Horizonte com 35% e 10% para o município de Contagem. A empresa fora oficialmente instituída em fevereiro de 2000, em uma assembleia entre seus acionistas e registro em junta comercial. Sua implementação fora condicionada a transferência, por parte da União, através da CBTU, de todo o patrimônio do Trem Metropolitano, além da conclusão das obras dos trechos São Gabriel-Vilarinho e Calafate-Barreiro, o inventário do patrimônio a ser regionalizado e recursos relacionados a pagamento de despesas orçamentárias contratuais. O processo, no entanto, não ocorreu, acarretando na ociosidade da Metrominas e sucessão de imbróglios entre as instâncias estadual e federal no processo de regionalização do sistema.
Em 2008, o governo estadual contratou um estudo para modelagem de Parceria Público-Privada (PPP) para ampliação e concessão do Metrô de Belo Horizonte. Os resultados apresentados incluíram a entrega, numa primeira etapa, da modernização da Linha 1, a implantação da Linha 2, entre o Barreiro e Nova Suíça e a Linha 3 entre a Savassi e a estação Lagoinha, além da elaboração de um estudo de viabilidade para implantação de um VLT entre a estação Vilarinho e a Cidade Administrativa de Minas Gerais. A PPP foi apresentada ao governo federal como contrapartida a regionalização do sistema metropolitano da RMBH, com investimentos oriundos das instâncias estadual e federal, além da iniciativa privada.

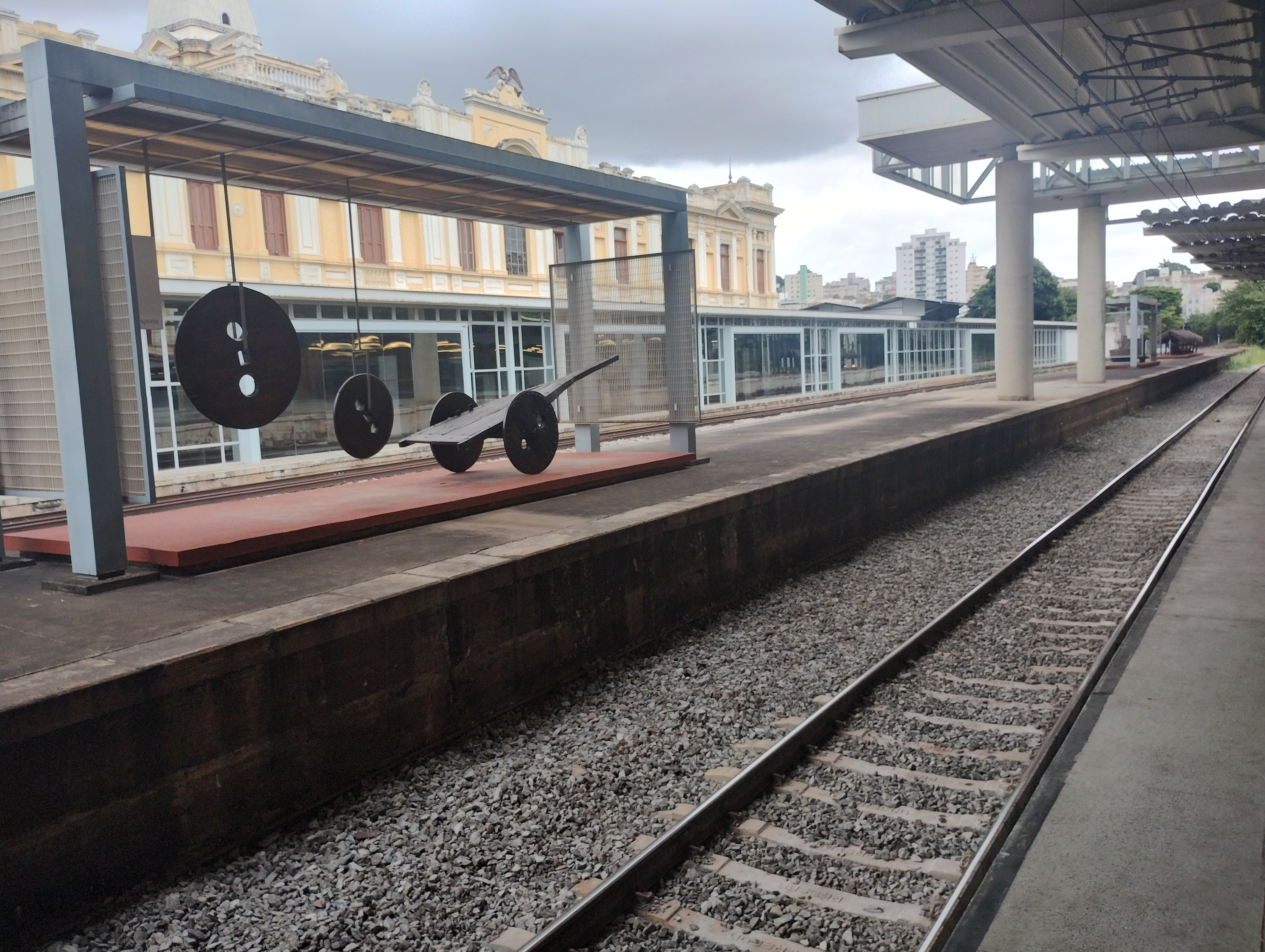
Peças do Museu de Artes e Ofícios.

Em 2011, a então Presidente da República, Dilma Rousseff, anunciou a liberação de R$ 3,16 bilhões para a ampliação, reforma e modernização do sistema. O recurso contempla a PPP modelada e apresentada em 2008, com intervenções contemplando ampliação da Linha 1 até o bairro Novo Eldorado, em Contagem, além da reforma e modernização do ramal.; a Linha 2 (Barreiro ↔ Nova Suíça) e a Linha 3 (Savassi ↔ Lagoinha). Entre 2012 e 2013, a Metrominas realizou estudos de sondagem do subsolo ao longo da linha 1 e dos trajetos previstos das linhas 2 e 3, como parte dos projetos básico e de engenharia, tendo sido concluídos em 2014. No mesmo ano a Metrominas lançou edital para elaboração de projeto de transporte sobre trilhos entre Contagem e Betim, complementando o processo de expansão do sistema coordenado pela empresa. O projeto entregue consistiu na implantação de uma rede metroferroviária de 22,5 km de extensão, entre a futura estação Novo Eldorado e o centro do município de Betim, dividida em duas frentes de implantação. A primeira consiste no prolongamento da Linha 1 até o entroncamento da avenida João César de Oliveira com a Via Expressa de Contagem, no município homônimo, bairro Beatriz, utilizando a tecnologia metroviária. Desse trecho em diante, seguiria-se com um ramal de VLT até Betim, com 19,2 km de extensão, em conformidade a demanda apresentada nos cenários estudados. A nova proposta foi inserida como sendo a Linha 4 e previu-se a entrega do projeto executivo em 2020.
Em 2022, com a concessão do sistema à Metrô BH, foram contempladas, no escopo de concessão, a expansão até Novo Eldorado e a implantação da Linha 2, com previsão de entregas entre 2026 e 2029.
| Linha | Traçado                           | Comprimento (km) | Estações | Situação |
| ----- | --------------------------------- | ---------------- | -------- | --- |
| 1     | Eldorado ↔ João César de Oliveira | 4,9              | 3        | Do traçado previsto, apenas o trecho Eldorado ↔ Novo Eldorado (1,8km) foi previsto na atual concessão.                    |
| 2     | Barreiro ↔ Nova Suíça             | 10,5             | 7        | Traçado contemplado na atual concessão, com a concessionária a revisar e/ou reformular os projetos elaborados pelo Estado |
| 3     | Lagoinha ↔ Savassi                | 4,9              | 5        | Projeto não previsto na atual concessão do sistema                                                                        |
| 4     | João César de Oliveira ↔ Betim    | 19,2             | 17       | Projeto não previsto na atual concessão do sistema                                                                        |

### Atual cenário e frentes de expansão

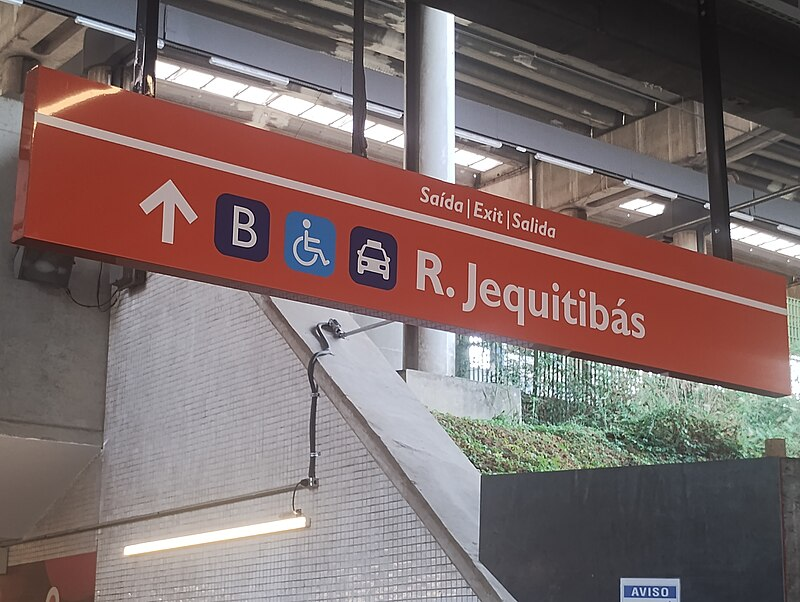
Estação Eldorado

Com a transferência de propriedade do metrô de Belo Horizonte para o Governo do Estado de Minas Gerais, junto a concessão da gestão e operação para a iniciativa privada, ocorridas em dezembro de 2022, foram definidos novos cenários para o processo de modernização e ampliação do sistema. Foi definida a alocação de recursos da ordem de R$ 3,8 bilhões, para a revitalização e modernização da infraestrutura da linha 1, em operação, além da sua extensão em 1,79km até o bairro Novo Eldorado, no município de Contagem. Os investimentos de modernização da linha 1 incluem a revitalização das 19 estações em operação, atualização do controle operacional, novo sistema de sinalização e operação dos trens, além da substituição dos 25 trens da série 900, fabricandos entre 1985 e 2001 e a aquisição de 16 novos, que, com os atuais 10 trens da série 1000, adquirida entre 2012 e 2014, totalizarão 26 trens para a linha, de 4 composições cada. As primeiras intervenções, de revitalização das estações Eldorado e Vilarinho, foram iniciadas em 20 de dezembro de 2023, com a previsão de conclusão das reformas até 2026.
Também compõe o escopo de concessão a conclusão de implantação da linha 2, paralisada desde 2004, no trecho entre o Barreiro e Nova Suíça, no entroncamento com a linha 1, com 10,5km de extensão e 7 estações. Toda a infraestrutura da linha seguirão os mesmos padrões adotados para a modernização da linha 1. Prevê-se a aquisição de 8 trens, de 4 composições cada, para compor a frota. O início das obras é previsto para o segundo semestre de 2024, mediante a entrega do projeto executivo de implantação da linha, por parte da Metrô BH, os trâmites para licenciamento ambiental de implantação e operação da linha, além do processo de vedação da faixa de domínio da linha, que exige desapropriações - realizadas em conjunto com a prefeitura municipal de Belo Horizonte e a Ferrovia Centro-Atlântica, que gere e opera a via férrea paralela ao traçado da linha.
Conforme cenários e projeções de demanda realizados, projeta-se que, com a conclusão das obras previstas na concessão, o sistema passe a transportar, em média, 270 mil passageiros nos dias úteis, sendo 220 mil na linha 1 e 50 mil na linha 2.
| Linha | Traçado                  | Comprimento (km) | Estações | Situação                                                                        |
| ----- | ------------------------ | ---------------- | -------- | ------------------------------------------------------------------------------- |
| 1     | Eldorado ↔ Novo Eldorado | 1,79             | 1        | Projeto executivo em elaboração. Início de operações previsto para 2026         |
| 2     | Barreiro ↔ Nova Suíça    | 10,5             | 7        | Projeto executivo em fase de elaboração. Início de operações previsto para 2029 |

#### Linha 3

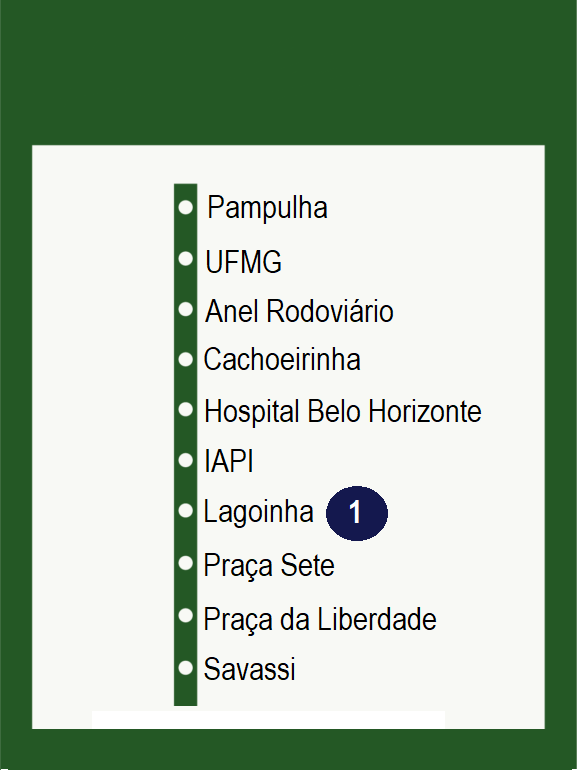
Concepção inicial da Linha 3 do Metrô de Belo Horizonte

A Linha 3 do Metrô de Belo Horizonte atualmente encontra-se projetada, mas não há previsão de quando será implantada.
A ideia de se implementar um terceiro trecho metroviário em Belo Horizonte remonta do final da década de 90, quando a então Superintendência de Trens Urbanos de Belo Horizonte decidiu iniciar os estudos para a inserção do metrô no hipercentro da cidade, que deveria ser feito por meio de túneis subterrâneos em razão do alto adensamento da região. Foi então dado início a elaboração dos primeiros projetos da linha 3 que inicialmente visava ligar a Pampulha até a Savassi. A proposta era de uma linha de cerca de 12 km totalmente subterrânea partindo das proximidades do Aeroporto da Pampulha e seguindo por todo o leito da Avenida Antonio Carlos até a Estação Lagoinha, onde ocorreria a integração com a Linha 1. Em seguida, a linha subiria em direção à Praça Sete, Praça da Liberdade para enfim chegar à Praça Diogo de Vasconcelos, na região da Savassi. 
Nos últimos anos, houve diversas reviravoltas na proposta, como extensão da linha até a região do Belvedere e ao município de Nova Lima, mas nenhuma levou ao inicio das obras. Como alternativa à não implementação da linha 3 na região da Pampulha, a Prefeitura de Belo Horizonte decidiu então investir na implantação do sistema BRT Move em diversos corredores da cidade, incluindo a Avenida Antônio Carlos, visando o atendimento aos torcedores e turistas que acompanhariam os jogos da Copa do Mundo de 2014 realizados no Mineirão.
O projeto mais recente da Linha 3 do Metrô de Belo Horizonte é datado de 2011, quando a então Presidente da República Dilma Rouseff veio a Belo Horizonte anunciar a liberação de R$ 3,16 bilhões para obras de modernização e ampliação da rede metroviária da capital, incluindo a construção da Linha 3, que agora teria um novo traçado e uma extensão mais curta (4,5 km), em função da implementação do BRT na Pampulha.
O processo de sondagem do solo para a construção dos túneis chegou a ser feito e os projetos básico e executivo elaborados. Entretanto divergências técnicas e políticas entre o Governo Federal e o Governo do Estadoe até mesmo deste com a Prefeituraatrasaram, e posteriormente, cancelaram a liberação da verba, fazendo com que tudo voltasse à estaca zero.  
Entre 2019 e 2022, com o processo de desestatização da filial mineira da Companhia Brasileira de Trens Urbanos e consequentemente, a transferência da gestão do modal para o Governo do Estado e seu posterior repasse à iniciativa privada criou-se a expectativa de que o ramal pudesse ser beneficiado. Entretanto, infelizmente, o projeto da linha 3 ficou de fora do escopo do contrato.

## Passageiros transportados
| Ano                                        | Passageiros | Ano  | Passageiros | Ano  | Passageiros | Ano  | Passageiros | Ano  | Passageiros |
| ------------------------------------------ | ----------- | ---- | ----------- | ---- | ----------- | ---- | ----------- | ---- | ----------- |
| 1986                                       | 2 555 358   | 1994 | 13 190 000  | 2002 | 27 818 000  | 2010 | 50 556 000  | 2018 | 58 402 870  |
| 1987                                       | 6 513 000   | 1995 | 15 297 000  | 2003 | 30 941 000  | 2011 | 57 381 000  | 2019 | 54 444 130  |
| 1988                                       | 9 761 000   | 1996 | 16 205 000  | 2004 | 29 439 000  | 2012 | 57 419 000  | 2020 | 21 259 645  |
| 1989                                       | 12 737 000  | 1997 | 19 300 000  | 2005 | 32 023 000  | 2013 | 64 985 000  | 2021 | 21 480 306  |
| 1990                                       | 13 063 000  | 1998 | 21 859 000  | 2006 | 35 557 000  | 2014 | 64 438 000  | 2022 | 23 922 018  |
| 1991                                       | 13 502 000  | 1999 | 25 641 000  | 2007 | 39 490 000  | 2015 | 61 137 535  | 2023 | 23 737 080  |
| 1992                                       | 10 736 000  | 2000 | 27 231 000  | 2008 | 43 988 000  | 2016 | 59 344 962  | 2024 | 26 170 963  |
| 1993                                       | 11 913 000  | 2001 | 25 615 000  | 2009 | 43 830 000  | 2017 | 58 794 482  |      |             |
| Fonte: Relatórios Anuais da CBTU; Metrô BH |             |      |             |      |             |      |             |      |             |

| Passageiros transportados por ano (1986-2024) |
|                                               |
| verde: CBTU; laranja: Metrô BH                |

## Leituras adicionais
- Estudo político da implementação do Metrô BH